# Villa Isabela
Villa Isabela ou La Isabela é um município da República Dominicana pertencente à província de Puerto Plata.
Foi o primeiro município fundado no Novo Mundo (América) pelos espanhóis, em 1494.
Sua população estimada em 2012 era de 14 889 habitantes.